# 維拉維爾克山 (帕爾卡區)
17°38′43″S 69°44′11″W / 17.64528°S 69.73639°W
維拉維爾克山（Vilavilque），是秘魯的山峰，位於該國南部塔克納大區，由塔克納省的帕爾卡區負責管轄，屬於安地斯山脈的一部分，海拔高度5,000米。